# Heteroàtom

La piridina és un compost heterocíclic que conté un àtom de nitrogen

Un heteroàtom és qualsevol àtom diferent al carboni o l'hidrogen present en una molècula orgànica. Els heteroàtoms més típics són l'oxigen, O, el nitrogen, N, el sofre, S, el fòsfor, P, i els quatre halògens, F, Cl, Br i I. Exceptuant els hidrocarburs, tots els composts orgànics presenten un o més heteroàtoms, i són ells els que aporten les característiques químiques i físiques més marcades del compost.